# Canton de Nouvion-sur-Meuse
Le canton de Nouvion-sur-Meuse est une circonscription électorale française du département des Ardennes, créée par le décret du 21 février 2014 et entrée en vigueur lors des élections départementales de 2015.

## Histoire
Un nouveau découpage territorial des Ardennes entre en vigueur en mars 2015, défini par le décret du 13 février 2014, en application des lois du 17 mai 2013 (loi organique 2013-402 et loi 2013-403). Les conseillers départementaux sont, à compter de ces élections, élus au scrutin majoritaire binominal mixte. Les électeurs de chaque canton élisent au Conseil départemental, nouvelle appellation du Conseil général, deux membres de sexe différent, qui se présentent en binôme de candidats. Les conseillers départementaux sont élus pour 6 ans au scrutin binominal majoritaire à deux tours, l'accès au second tour nécessitant 12,5 % des inscrits au 1er tour. En outre la totalité des conseillers départementaux est renouvelée. Ce nouveau mode de scrutin nécessite un redécoupage des cantons dont le nombre est divisé par deux avec arrondi à l'unité impaire supérieure si ce nombre n'est pas entier impair, assorti de conditions de seuils minimaux. Dans les Ardennes, le nombre de cantons passe ainsi de 37 à 19. Le canton de Nouvion-sur-Meuse fait partie des 10 nouveaux cantons du département, les 9 autres cantons portant la dénomination d'un ancien canton, mais avec des limites territoriales différentes.

## Représentation
| Période élective | Période élective | Mandat | Mandat   | Identité         | Nuance | Nuance | Qualité                                                             |
| ---------------- | ---------------- | ------ | -------- | ---------------- | ------ | ------ | ------------------------------------------------------------------- |
| 2015             | 2021             | 2015   | 2021     | Brigitte Loizon  |        | DVG    | Assistante de direction, maire de Guignicourt-sur-Vence depuis 2020 |
| 2015             | 2021             | 2015   | 2021     | Hugues Mahieu    |        | DVG    | Ancien conseiller général du Canton de Flize, Nouvion-sur-Meuse     |
| 2021             | 2028             | 2021   | en cours | Brigitte Loizon  |        | DVG    | Conseillère sortante                                                |
| 2021             | 2028             | 2021   | en cours | Christophe Marot |        | DVG    | Fonctionnaire, maire de Dom-le-Mesnil                               |

### Résultats détaillés

#### Élections de mars 2015
À l'issue du 1er tour des élections départementales de 2015, trois binômes sont en ballottage : Brigitte Loizon et Hugues Mahieu (DVG, 31,94 %), Emeric Copinne et Elzbieta Greda (FN, 31,58 %) et Béatrice Bonnin et Jean-Luc Claude (Union de la Droite, 30,34 %). Le taux de participation est de 51,91 % (5 514 votants sur 10 623 inscrits) contre 48,72 % au niveau départemental et 50,17 % au niveau national.
Au second tour, Brigitte Loizon et Hugues Mahieu (DVG) sont élus avec 37,65 % des suffrages exprimés et un taux de participation de 54,4 % (2 098 voix pour 5 778 votants et 10 622 inscrits).

#### Élections de juin 2021
Le premier tour des élections départementales de 2021 est marqué par un très faible taux de participation (33,26 % au niveau national). Dans le canton de Nouvion-sur-Meuse, ce taux de participation est de 32,31 % (3 449 votants sur 10 674 inscrits) contre 31,87 % au niveau départemental. À l'issue de ce premier tour, deux binômes sont en ballottage : Brigitte Loizon et Christophe Marot (Divers, 48,28 %) et Jean-Luc Claude et Catherine Gennesseaux-Zanelli (DVC, 26,51 %).
Le second tour des élections est marqué une nouvelle fois par une abstention massive équivalente au premier tour. Les taux de participation sont de 34,3 % au niveau national, 32,73 % dans le département et 32,9 % dans le canton de Nouvion-sur-Meuse. Brigitte Loizon et Christophe Marot (Divers) sont élus avec 65,67 % des suffrages exprimés (2 089 voix pour 3 500 votants et 10 638 inscrits),,.

## Composition
Le canton de Nouvion-sur-Meuse comprenait trente-cinq communes entières à sa création.
À la suite de la fusion, au 1er janvier 2019, de Balaives-et-Butz, de Boutancourt, d'Élan et de Flize pour former la commune de Flize, le nombre de communes descend à 32.
| Nom                                       | Code Insee | Intercommunalité             | Superficie (km2) | Population (dernière pop. légale) | Densité (hab./km2) | Modifier                                    |
| ----------------------------------------- | ---------- | ---------------------------- | ---------------- | --------------------------------- | ------------------ | ------------------------------------------- |
| Nouvion-sur-Meuse (bureau centralisateur) | 08327      | CA Ardenne Métropole         | 9,06             | 2 235 (2022)                      | 247                | modifier les données · modifier les données |
| Les Ayvelles                              | 08040      | CA Ardenne Métropole         | 5,45             | 859 (2022)                        | 158                | modifier les données · modifier les données |
| Baâlons                                   | 08041      | CC des Crêtes Préardennaises | 14,72            | 208 (2022)                        | 14                 | modifier les données · modifier les données |
| Boulzicourt                               | 08076      | CC des Crêtes Préardennaises | 6,65             | 971 (2022)                        | 146                | modifier les données · modifier les données |
| Bouvellemont                              | 08080      | CC des Crêtes Préardennaises | 4,31             | 118 (2022)                        | 27                 | modifier les données · modifier les données |
| Chagny                                    | 08095      | CC des Crêtes Préardennaises | 13,35            | 172 (2022)                        | 13                 | modifier les données · modifier les données |
| Chalandry-Elaire                          | 08096      | CA Ardenne Métropole         | 5,18             | 726 (2022)                        | 140                | modifier les données · modifier les données |
| Champigneul-sur-Vence                     | 08099      | CC des Crêtes Préardennaises | 4,61             | 121 (2022)                        | 26                 | modifier les données · modifier les données |
| Dom-le-Mesnil                             | 08140      | CA Ardenne Métropole         | 7,99             | 1 053 (2022)                      | 132                | modifier les données · modifier les données |
| Étrépigny                                 | 08158      | CA Ardenne Métropole         | 4,23             | 272 (2022)                        | 64                 | modifier les données · modifier les données |
| Évigny                                    | 08160      | CC des Crêtes Préardennaises | 4,33             | 188 (2022)                        | 43                 | modifier les données · modifier les données |
| Flize                                     | 08173      | CA Ardenne Métropole         | 25,97            | 1 682 (2022)                      | 65                 | modifier les données · modifier les données |
| Guignicourt-sur-Vence                     | 08203      | CC des Crêtes Préardennaises | 9,44             | 265 (2022)                        | 28                 | modifier les données · modifier les données |
| Hannogne-Saint-Martin                     | 08209      | CA Ardenne Métropole         | 4,71             | 439 (2022)                        | 93                 | modifier les données · modifier les données |
| La Horgne                                 | 08228      | CC des Crêtes Préardennaises | 5,27             | 152 (2022)                        | 29                 | modifier les données · modifier les données |
| Mazerny                                   | 08283      | CC des Crêtes Préardennaises | 12,30            | 128 (2022)                        | 10                 | modifier les données · modifier les données |
| Mondigny                                  | 08295      | CC des Crêtes Préardennaises | 5,90             | 193 (2022)                        | 33                 | modifier les données · modifier les données |
| Montigny-sur-Vence                        | 08305      | CC des Crêtes Préardennaises | 8,24             | 220 (2022)                        | 27                 | modifier les données · modifier les données |
| Omicourt                                  | 08334      | CC des Crêtes Préardennaises | 7,36             | 43 (2022)                         | 5,8                | modifier les données · modifier les données |
| Omont                                     | 08335      | CC des Crêtes Préardennaises | 17,96            | 72 (2022)                         | 4,0                | modifier les données · modifier les données |
| Poix-Terron                               | 08341      | CC des Crêtes Préardennaises | 14,26            | 892 (2022)                        | 63                 | modifier les données · modifier les données |
| Saint-Marceau                             | 08388      | CC des Crêtes Préardennaises | 4,80             | 351 (2022)                        | 73                 | modifier les données · modifier les données |
| Saint-Pierre-sur-Vence                    | 08395      | CC des Crêtes Préardennaises | 4,63             | 148 (2022)                        | 32                 | modifier les données · modifier les données |
| Sapogne-et-Feuchères                      | 08400      | CA Ardenne Métropole         | 10,71            | 516 (2022)                        | 48                 | modifier les données · modifier les données |
| Singly                                    | 08422      | CC des Crêtes Préardennaises | 9,92             | 137 (2022)                        | 14                 | modifier les données · modifier les données |
| Touligny                                  | 08454      | CC des Crêtes Préardennaises | 7,28             | 82 (2022)                         | 11                 | modifier les données · modifier les données |
| Vendresse                                 | 08469      | CC des Crêtes Préardennaises | 43,22            | 479 (2022)                        | 11                 | modifier les données · modifier les données |
| Villers-le-Tilleul                        | 08478      | CC des Crêtes Préardennaises | 8,61             | 238 (2022)                        | 28                 | modifier les données · modifier les données |
| Villers-sur-le-Mont                       | 08482      | CC des Crêtes Préardennaises | 5,30             | 102 (2022)                        | 19                 | modifier les données · modifier les données |
| Vrigne-Meuse                              | 08492      | CA Ardenne Métropole         | 4,44             | 332 (2022)                        | 75                 | modifier les données · modifier les données |
| Warnécourt                                | 08498      | CC des Crêtes Préardennaises | 5,36             | 384 (2022)                        | 72                 | modifier les données · modifier les données |
| Yvernaumont                               | 08503      | CC des Crêtes Préardennaises | 2,82             | 121 (2022)                        | 43                 | modifier les données · modifier les données |
| Canton de Nouvion-sur-Meuse               | 0810       |                              | 298,38           | 13 899 (2022)                     | 47                 | modifier les données                        |

## Démographie
En 2022, le canton comptait 13 899 habitants, en évolution de −0,67 % par rapport à 2016 (Ardennes : −2,97 %, France hors Mayotte : +2,11 %).
| 2013   | 2018   | 2022   |
| ------ | ------ | ------ |
| 14 042 | 14 049 | 13 899 |